# Richard H. Sibson
Richard Hugh Sibson (né en 1945) est un géologue néo-zélandais et professeur émérite à l'Université d'Otago, qui travaille dans le domaine de la recherche sur les tremblements de terre ,. Il a provoqué un «changement fondamental» dans l'interprétation de la relation entre les tremblements de terre et la géologie de la zone de faille et sur l'origine des gisements minéraux hébergés par des failles .

## Carrière académique
Richard Sibson est le fils de l'ornithologue Richard B. Sibson (1911-1994). De 1959 à 1963, il fréquente le King's College d'Auckland . La décision ultérieure de Sibson d'étudier la géologie est considérablement influencée par son oncle, le paléontologue et naturaliste Sir Charles Fleming, qui lui suggère ce sujet . En 1968, il obtient son BSc à l'Université d'Auckland, en 1970, et sa maîtrise à l'Imperial College de Londres. En 1977, il obtient également son doctorat . De 1982 à 1990, il travaille à l'Institute for Crustal Studies et au Department of Geological Sciences, à l'Université de Californie à Santa Barbara . De 1990 à 2009, il est professeur à l'Université d'Otago . Il est professeur associé à l'Université de Canterbury à Christchurch . En 2005, il cofonde l'Institut des sciences et de l'ingénierie de la Terre  à l'Université d'Auckland.

## Recherches
Sibson étudie la géologie structurale à l'Imperial College avec John G. Ramsay, Neville J. Price et Ernie Rutter. Il s'intéresse particulièrement à l'étude de la structure et de la mécanique des zones de failles de la croûte terrestre et de leur relation avec les tremblements de terre. Sa thèse de doctorat porte sur les pseudotachylites des Hébrides extérieures, il prouve que ces roches sont dues à des événements sismiques, comme cela est actuellement admis. Sibson étudie la mécanique des roches et la déformation des roches, et tente de dériver des informations géologiques à partir de mesures sismiques et sismologiques. À partir de 1981, il travaille dans le programme de tremblement de terre de l'USGS à Menlo Park, plus tard dans l'Archaikum du Canada, il examine l'influence des fluides (gaz et liquides) sur la formation et le déroulement des tremblements de terre et la formation de gisements de minerai dans les zones de failles en raison de l'hydrothermie. processus. Sibson est impliqué dans l'éducation du public sur le risque posé par les nombreuses failles actives de la Nouvelle-Zélande, en particulier la faille alpine ,.
Il est membre de la Royal Society of New Zealand  et en 2003 devient membre de la Royal Society 
En 2006, il est membre de l'Association américaine pour l'avancement des sciences 
En 2010, il obtient la Médaille Wollaston de la Geological Society of London  et en 2010 le Distinguished Alumni Award de l'Université d'Auckland .